# Wchodzę do gry
Wchodzę do gry - debiutancki album gdańskiego rapera o pseudonimie Brahu. Został wydany 10 marca, 2007 roku nakładem niezależnej wytwórni Vabank Records. Większość utworów na kompozycji skomponował sam Brahu.

## Lista utworów
1. "Intro"
2. "Nie możemy przestać"
3. "Miejska giełda" (gościnnie: RDW, Peja)
4. "Lamusy się prują"
5. "Dobrze spędzać czas" (gościnnie: Pilq)
6. "Skit"
7. "Do chwili kiedy umrę"
8. "Robię To Siano" (gościnnie: Seta, Hellen)
9. "Mój rap"
10. "Odbij"
11. "M jak melanż"
12. "Moi ludzie" (gościnnie: Kear)
13. "Niektórzy ludzie" (gościnnie: Iceman)
14. "Tam gdzie leży siano"
15. "Dom"